# Chicago Bulls 2002-2003
La stagione 2002-03 dei Chicago Bulls fu la 37ª nella NBA per la franchigia.
I Chicago Bulls arrivarono sesti nella Central Division della Eastern Conference con un record di 30-52, non qualificandosi per i play-off.

## Roster
| N° | Naz.                   | Ruolo | Sportivo         | Anno | Alt. | Peso |
| -- | ---------------------- | ----- | ---------------- | ---- | ---- | ---- |
| 1  | Stati Uniti (bandiera) | G     | Jamal Crawford   | 1980 | 198  | 84   |
| 2  | Stati Uniti (bandiera) | C     | Eddy Curry       | 1982 | 211  | 129  |
| 3  | Stati Uniti (bandiera) | C     | Tyson Chandler   | 1982 | 216  | 107  |
| 5  | Stati Uniti (bandiera) | GA    | Jalen Rose       | 1973 | 203  | 95   |
| 9  | Stati Uniti (bandiera) | G     | Rick Brunson     | 1972 | 193  | 86   |
| 11 | Croazia (bandiera)     | C     | Dalibor Bagarić  | 1980 | 216  | 116  |
| 20 | Stati Uniti (bandiera) | G     | Fred Hoiberg     | 1972 | 193  | 92   |
| 21 | Stati Uniti (bandiera) | A     | Marcus Fizer     | 1978 | 206  | 119  |
| 22 | Stati Uniti (bandiera) | G     | Jay Williams     | 1981 | 188  | 88   |
| 31 | Stati Uniti (bandiera) | G     | Roger Mason      | 1980 | 196  | 91   |
| 32 | Stati Uniti (bandiera) | GA    | Eddie Robinson   | 1976 | 203  | 95   |
| 35 | Stati Uniti (bandiera) | A     | Lonny Baxter     | 1979 | 203  | 118  |
| 42 | Stati Uniti (bandiera) | A     | Donyell Marshall | 1973 | 206  | 99   |
| 43 | Stati Uniti (bandiera) | A     | Corie Blount     | 1969 | 206  | 109  |
| 44 | Stati Uniti (bandiera) | G     | Trenton Hassell  | 1979 | 196  | 91   |

## Staff tecnico
- Allenatore: Bill Cartwright
- Vice-allenatori: Bill Berry, Pete Myers, Bob Thornton
- Vice-allenatore/scout: Mike Wilhelm
- Preparatore atletico: Fred Tedeschi
- Assistente preparatore atletico: Eric Waters
- Preparatore fisico: Erik Helland
- Assistente preparatore fisico: Jeff Macy